# تشرافت
تشرافت (بالأمازيغية: ⵜⴰⵛⵔⴰⴼⵜ Tacraft) هي قرية مغربية غرب المملكة. وهي أيضا جماعة قروية تابعة لإقليم خريبكة التابع لجهة بني ملال خنيفرة. بلغ عدد سكان هذه الجماعة القروية 3.417 نسمة سنة 2004.